# Aeroportul Curuzú Cuatiá
Aeroportul Curuzú Cuatiá (IATA: UZU, ICAO: SATU) este un aeroport din Provincia Corrientes, Argentina ce deservește zona Curuzú Cuatiá⁠(d). A fost numit după zona deservită.
Situat la o altitudine de 69 m, aeroportul dispune de o singură pistă.